# 191 Kolga
Kolga (asteroide 191) é um asteroide da cintura principal com um diâmetro de 101,03 quilómetros, a 2,63747024 UA. Possui uma excentricidade de 0,08897976 e um período orbital de 1 799,21 dias (4,93 anos).
Kolga tem uma velocidade orbital média de 17,50503461 km/s e uma inclinação de 11,50827682º.
Esse asteroide foi descoberto em 30 de Setembro de 1878 por Christian Peters.